# ATP Lyon Open 2024
ATP Lyon Open 2024 a fost un turneu profesionist de tenis organizat în cadrul circuitului masculin ATP, care are a vut loc în perioada 18–25 mai, la Lyon, Franța, pe terenuri cu zgură. A fost cea de-a 7-a ediție a ATP Lyon Open, parte a categoriei ATP 250 din sezonul Circuitul ATP 2024.

## Campioni

### Simplu
Pentru mai multe informații consultați ATP Lyon Open 2024 – Simplu

### Dublu
Pentru mai multe informații consultați ATP Lyon Open 2024 – Dublu

## Puncte și premii în bani

### Distribuția punctelor
| Probă  | C   | F   | SF | QF | Runda 2 | Runda 1 | Q   | Q2  | Q1  |
| Simplu | 250 | 150 | 90 | 45 | 20      | 0       | 12  | 6   | 0   |
| Dublu  | 250 | 150 | 90 | 45 | 0       | N/A     | N/A | N/A | N/A |

### Premii în bani
| Probă  | C       | F       | SF      | QF      | Runda 2 | Runda 1 | Q2     | Q1     |
| Simplu | €85,605 | €49,940 | €29,355 | €17,010 | €9,880  | €6,035  | €3,020 | €1,645 |
| Dublu* | €29,740 | €15,910 | €9,330  | €5,220  | €3,070  | N/A     | N/A    | N/A    |

*per echipă